# كتانية رقيقة
الكتانية الرقيقة (باللاتينية: Linaria tenuis) نوع نباتي يتبع جنس الكتانية من الفصيلة الحملية من رتبة الشفويات.

## الموئل والانتشار
تنتشر في بلاد الشام والمغرب العربي وسيناء ومصر.